# Markivți, Bobrovîțea
Markivți (în ucraineană Марківці) este o comună în raionul Bobrovîțea, regiunea Cernihiv, Ucraina, formată numai din satul de reședință.

## Demografie
Componența lingvistică a comunei Markivți
     Ucraineană (97,41%)
     Rusă (2,39%)
     Alte limbi (0,21%)
Conform recensământului din 2001, majoritatea populației comunei Markivți era vorbitoare de ucraineană (97,41%), existând în minoritate și vorbitori de rusă (2,39%).